# Gobio kubanicus
Gobio kubanicus es una especie de peces de la familia de los Cyprinidae en el orden de los Cypriniformes.

## Hábitat
Es un pez de agua dulce.

## Distribución geográfica
Se encuentra en Europa: cuenca del río Kuban.